# Mohd Fairuzizuan Mohd Tazari
Mohd Fairuzizuan Mohd Tazari, né le 5 février 1983 au Perak, est un joueur malaisien de badminton.

## Carrière
Il est médaillé de bronze en double mixte avec Wong Pei Tty aux Jeux asiatiques de 2006 et aux Championnats d'Asie de badminton 2007. Il remporte la médaille de bronze en double messieurs avec Mohd Zakry Abdul Latif aux Championnats d'Asie de badminton 2007, aux Jeux d'Asie du Sud-Est de 2009 et aux Championnats du monde de badminton 2009.